# Porta XNOR

Símbol de la porta XNOR

La porta XNOR (de vegades ENOR, EXNOR o NXOR i es pronuncia com a NOR exclusiu. Alternativament XAND, pronunciat Exclusive AND) és una porta lògica digital la funció de la qual és el complement lògic de la porta OR exclusiva (XOR). És equivalent al connectiu lògic ({\displaystyle \leftrightarrow }) de la lògica matemàtica, també coneguda com el material bicondicional. La versió de dues entrades implementa la igualtat lògica, comportant-se segons la taula de veritat de la dreta i, per tant, la porta de vegades s'anomena "porta d'equivalència". Es produeix una sortida alta (1) si les dues entrades a la porta són iguals. Si una de les entrades, però no les dues, és alta (1), resulta una sortida baixa (0).
La notació algebraica utilitzada per representar l'operació XNOR és {\displaystyle S=A\odot B}. Les expressions algebraiques {\displaystyle (A+{\overline {B}})\cdot ({\overline {A}}+B)} i {\displaystyle A\cdot B+{\overline {A}}\cdot {\overline {B}}} tots dos representen la porta XNOR amb les entrades A i B.
Taula de la veritat:
| Entrada | Entrada | Sortida  |
| A       | B       | A XNOR B |
| 0       | 0       | 1        |
| 0       | 1       | 0        |
| 1       | 0       | 0        |
| 1       | 1       | 1        |

Les portes XNOR estan representades a la majoria de famílies TTL i CMOS IC. L'IC CMOS estàndard de la sèrie 4000 és el 4077, i el TTL IC és el 74266 (tot i que una implementació de col·lector obert). Tots dos inclouen quatre portes XNOR independents de dues entrades. El (ara obsolet) 74S135 va implementar quatre portes XOR/XNOR de dues entrades o dues portes XNOR de tres entrades.
Tant la implementació TTL 74LS, el 74LS266, com les portes CMOS (CD4077, 74HC4077 i 74HC266 i així successivament) estan disponibles a la majoria de fabricants de semiconductors com Texas Instruments o NXP, etc. Normalment estan disponibles en formats DIP i SOIC (SOIC-14, SOC-14 o TSSOP-14).
Tant els dispositius 4077 com els 74x266 (SN74LS266, 74HC266, 74266, etc.) tenen el mateix diagrama de pinades, de la següent manera com es pot veure a la imatge.

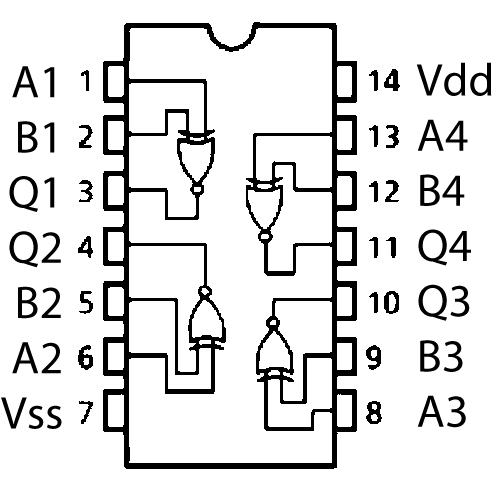
Diagrama de pinatge dels circuits integrats de paquet de 14 pins (PDIP-14) de plàstic XNOR quad 74HC266N, 74LS266 i CD4077.